# Polytéréphtalate d'éthylène
Pour les articles homonymes, voir PET.

Code d'identification de la résine PET.

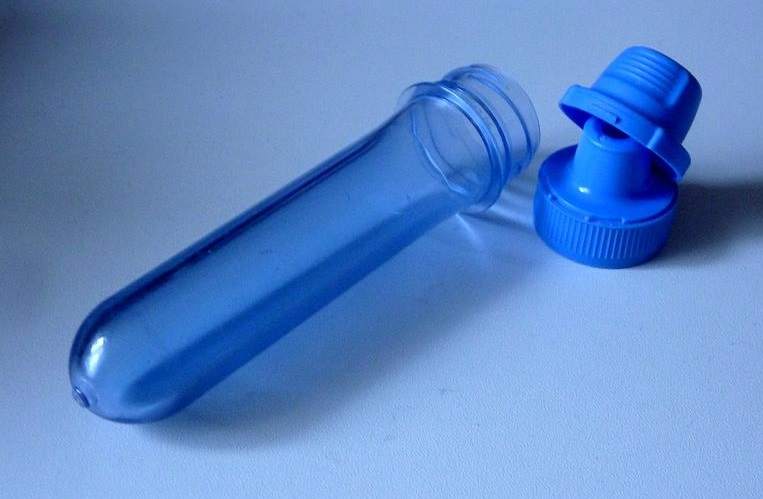
Préforme PET avec bouchon

Le poly(téréphtalate d'éthylène), plus connu sous le nom anglais de polyethylene terephthalate (parfois francisé de manière impropre en « polyéthylène téréphtalate ») ou PET, que l'on trouve également avec l'abréviation PETE, est un polymère de type polyester saturé thermoplastique, par opposition aux polyesters thermodurcissables. Ce polymère est obtenu par la polycondensation de l'acide téréphtalique avec l'éthylène glycol.
Lors de la production du PET, les monomères sont condensés par estérification et la viscosité du matériau augmente progressivement jusqu'à obtenir à la fin de la polycondensation la consistance souhaitée. Ensuite, cette coulée chaude de 250 °C est pressée à travers des buses en barres minces, puis refroidie et réduite en granulés qui seront par la suite mis en la forme désirée.
Refroidi brutalement, le PET est amorphe et transparent. Un refroidissement lent ou l'adjonction de germes de cristallisation (talc, sulfate de baryum) peut le rendre translucide. Le taux de cristallinité ne dépasse cependant jamais 30 %, contre 60 % pour le poly(téréphtalate de butylène) (PBT).
Par extrusion et étirage sous tension, on obtient à partir du PET amorphe un film aux propriétés biaxiales semi-cristallines. Ce film de très grande solidité en tension, très stable et transparent, très bon isolant électrique, est connu sous les marques Mylar, Melinex et Hostaphan.

Quant au PET des bouteilles d'eau gazeuse ou de limonade, (image ci-dessous à gauche de l'injection et soufflage simple de telles bouteilles), il résiste à des pressions élevées de l’ordre de dix bars (d'où son utilisation pour la fabrication de fusées à eau à une pression de lancement de cinq bars).
Malgré sa dénomination, il n'y a aucune similitude avec le polyéthylène et il ne contient aucun phtalate. Des traces de perturbateurs endocriniens de type phtalate ou d'antimoine peuvent toutefois être retrouvées dans les produits alimentaires contenus dans des emballages en PET. Le dégagement de phtalate pourrait être dû aux sources utilisées dans le recyclage de PET et pourrait être plus élevé dans le cas des sodas et jus de fruits en raison de leur acidité. Quant à l'antimoine, il provient du catalyseur utilisé dans le processus de fabrication. Le dégagement d'antimoine de bouteilles en PET, trouvé dans 132 marques de bouteilles d'eau provenant de 28 pays, pourrait être lié à la température de conservation, comme dans le cas d'une bouteille restée dans une voiture exposée au soleil. Dans les deux cas, les autorités ont estimé que les niveaux atteints n'étaient pas alarmants.
Le PET est un plastique pétrosourcé : les monomères utilisés, l’éthylène glycol et l'acide téréphtalique, sont issus de la transformation du pétrole. Il faut 1,9 kg de pétrole brut pour fabriquer 1 kg de PET.
La molécule de poly(téréphtalate d'éthylène) s'hydrolyse à température élevée (environ 240 °C), retournant vers une forme à bas poids moléculaire, inutilisable pour un usage habituel. Le polymère doit donc être soigneusement séché, sous vide à 80 °C, avant utilisation.
 C'est une limitation sévère à son recyclage économique comme matière réutilisable.

## Utilisations courantes

Injection du PET pour former une préforme puis soufflage simple de cette préforme pour former une bouteille.

- en fil : innombrables usages en Fibre textile (y compris « polaires » ou « microfibre ») pour la confection de vêtements (notamment à  base de PET recyclé), le rembourrage de peluches, coussins, couettes, vêtements, etc.

- en film (surface, 2D) : 
  - Revêtement intérieur de canettes et conserves, aluminium ou acier, pour éviter le contact avec les aliments.
  - Chemisage des canalisations en plomb.
  - Films transparents à bas coût pour les applications d'optique (écrans LCD, instruments).
  - La voile des deltaplanes très performants.
  - Un prototype de voile solaire (LightSail-1) a été déployé avec succès en orbite basse en juin 2015. Ce démonstrateur technologique comportait une voile solaire d'une superficie de 32 m2 (5,6 × 5,6 m) réalisée en Mylar.
  - Sans danger pour le papier, il est utilisé dans le cadre du projet de préservation des comics.
  - Sur des peaux de batterie, sous forme d'un film fin, disposé afin d'augmenter la solidité et la résistance de la peau.
  - couverture de survie
  - Emballages résistant au four.
  - Protection de plateaux de jeux pour flipper.
  - etc.

- en solide (3D) :
  - Bon nombre de cartes de format « carte de crédit » type carte de membre, fidélité, réduction, client, etc. Elles peuvent être aussi en PVC ou en PC (polycarbonate).
  - Bouteilles recyclables, le PET est étanche au CO2, d'où son utilisation pour les bouteilles de limonade et autres boissons effervescentes (animation ci-dessus).
  - Emballages jetables de toutes sortes (boîtes pour les salades, plateaux de présentation, etc.).
  - Impression 3D.
  - Métallisé, lunettes d'observation des éclipses solaires.
  - Plaques imprimées puis thermoformées pour la fabrication d'enseignes lumineuses.
  - Plumes pour flèches de compétition.
  - Plastie ligamentaire et chirurgie reconstructrice.
  - Prothèses cardio-vasculaires.
  - etc.

## Toxicité
Comme l'ensemble des matières synthétiques, le PET est la cible d'accusations de toxicité, atteinte à la fertilité humaine (des hommes et des femmes), etc. . Ces accusations sont étudiées par les autorités compétentes qui s'assurent que dans les conditions normales d'usage les risques sont absents,.

### Phtalates
Bien que son nom puisse l'associer aux phtalates, le poly(téréphtalate d'éthylène) n'en contient normalement pas. Des traces ont pu être détectés sur du PET issu de recyclage, en raison du tri imparfait d'autres plastiques.

### Antimoine
L'antimoine (Sb) est un élément métalloïde utilisé comme catalyseur sous la forme de composés tels que le trioxyde d'antimoine (Sb2O3) ou le triacétate d'antimoine dans la réaction de polymérisation pour la production de PET. Après la fabrication, une quantité détectable d'antimoine peut être trouvée à la surface du produit. Ce résidu peut être enlevé  par lavage, mais l'antimoine restant dans le matériau lui-même peut encore migrer du plastique vers des denrées alimentaires, plus facilement lorsqu'il est chauffé. 
Une étude de l’Office fédéral de la santé publique suisse en 2007 indique qu’on retrouve dans un aliment cuit ou réchauffé dans un contenant en PET une quantité supérieure d’antimoine à celle naturellement présente, sans pour autant que cette quantité soit critique pour la santé du consommateur. Une autre étude confirme que l’exposition du PET à l'ébullition ou aux micro-ondes augmente les niveaux d'antimoine de manière significative, parfois même au-dessus des niveaux de contamination maximaux définis par l'EPA américaine.
L'OMS a publié une évaluation des risques liés à l'antimoine dans l'eau de boisson. La limite maximale admissible d'antimoine pour l'eau potable a été fixée par l'OMS à vingt parties par milliard (OMS, 2003) et la limite pour l'eau potable aux États-Unis est quatre fois inférieure (de six parties par milliard). Bien que selon les recommandations de l'OMS pour les eaux de boissons, le trioxyde d'antimoine soit moins toxique lorsqu'il est pris par voie orale, sa présence est prise en compte.
L’Office fédéral de la santé publique suisse a étudié l’importance de la migration de l’antimoine en comparant les eaux embouteillées en PET et en verre : les concentrations d’antimoine dans les bouteilles en PET étaient plus élevées, tout en restant nettement inférieures à la concentration maximale autorisée en Suisse. L’Office a conclu que de petites quantités d’antimoine migrant du PET vers de l’eau en bouteille, mais que le risque pour la santé des faibles concentrations en résultant est négligeable (1 % de la « dose journalière tolérable » telle que fixée par l’OMS). Trois ans plus tard, une autre étude (2006), plus largement médiatisée, a confirmé des quantités similaires d'antimoine dans l'eau des bouteilles en PET au Canada et en Europe.
En 2010, des concentrés de jus de fruits (pour lesquels aucune directive n'a été établie) produits et mis en bouteille en PET au Royaume-Uni, contenaient jusqu'à 44,7 µg/L d'antimoine, bien au-dessus (près de neuf fois plus) que les limites fixées par l'UE pour l'eau du robinet de 5 µg/L, à titre de comparaison,.

## Biodégradation

Schéma (de principe) de dégradation du PET par la bactérie Ideonella sakaiensis. Expérimentalement, une colonie de cette bactérie a dégradé un fin film plastique de PET en six semaines.

Une espèce de bactéries (classée dans le genre Nocardia) est connue comme pouvant biodégrader le PET, grâce à une enzyme (estérase).
Des chercheurs japonais ont isolé une bactérie, Ideonella sakaiensis, qui possède deux enzymes capables de décomposer le PET en fragments plus petits, fragments que la bactérie peut ensuite digérer. Une colonie d'I. sakaiensis peut désintégrer un fin film plastique de PET en six semaines environ,.
En 2020, Carbios et l’INSA Toulouse isolent et améliorent une enzyme encore plus efficace pour dépolymériser le PET : une cutinase nommée « LCC », initialement découverte par une équipe japonaise dans un compost de feuilles,. Elle est capable de décomposer 90% de déchets de PET en 10 heures. Le PET est découpé en ses deux monomères de base, le monoéthylène-glycol et l'acide téréphtalique. Une fois purifiés, ces monomères peuvent être recomposés pour fabriquer du nouveau PET, ayant les mêmes propriétés que du PET pétrosourcé.

## Commerce

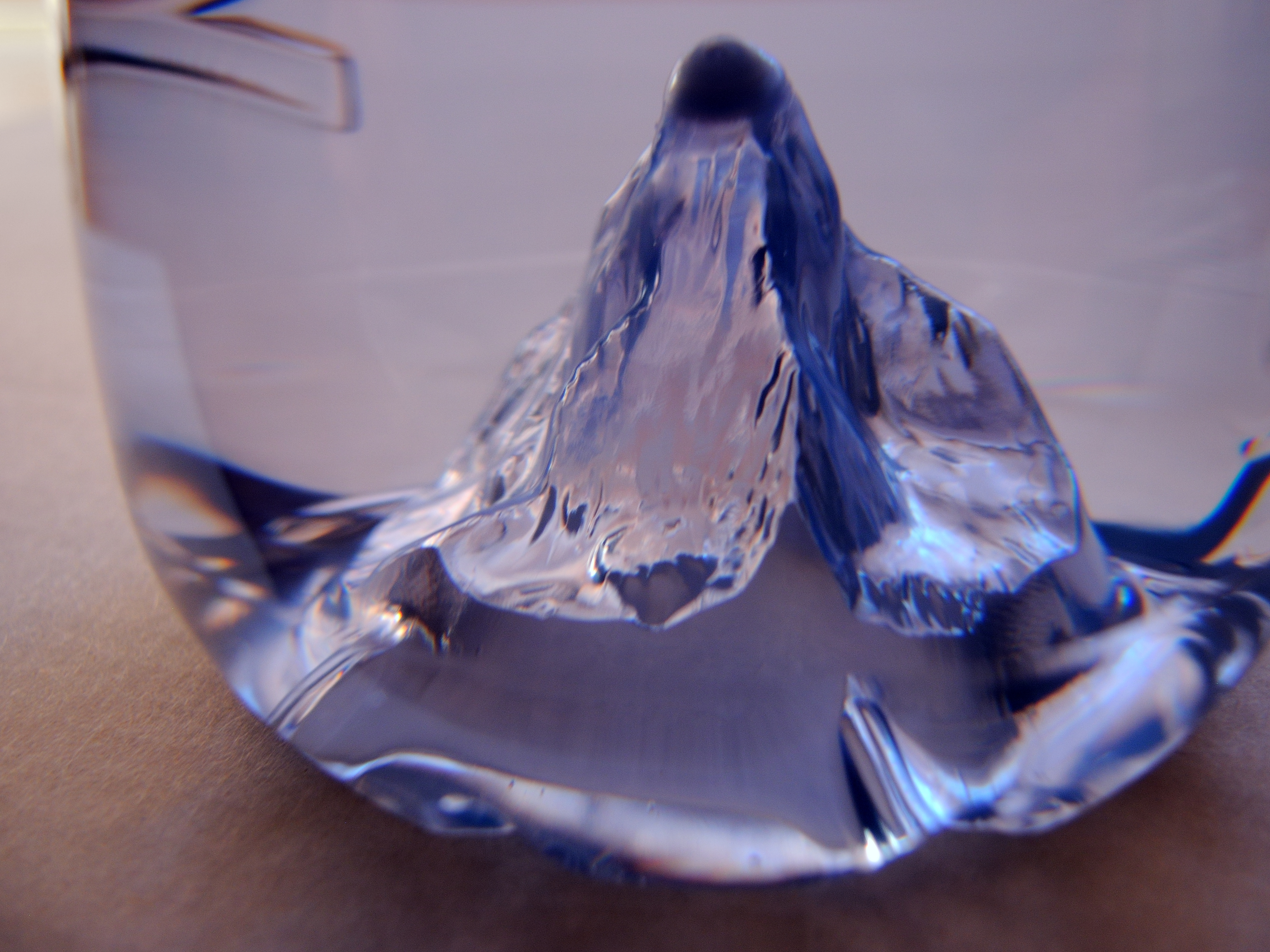
Bouteille PET commercialisée avec le Cervin en relief

En 2023, la France était nette importatrice de PET (toutes viscosités confondues), avec 441 409 t importées, contre 92 361 t exportées. La même année, le prix moyen du PET construit à partir des données des douanes était de 1 150 €/t,.
Début avril 2024, la Commission européenne a promulgué une loi antidumping à l’encontre du PET haute viscosité en provenance de Chine. Le PET haute viscosité (≥ 78 mg/l) est celui utilisé pour les bouteilles, les barquettes, etc. Il constitue la majeure partie du PET importé en Europe.
En 2003, dans les commerces suisses, huit bouteilles sur dix étaient en PET. En 2011, cela représente 1,2 milliard de bouteilles en PET mises sur le marché[réf. nécessaire].

## Recyclage
La Suisse est leader mondial en matière de recyclage des bouteilles en PET. En 2010, plus de 80 % d'entre elles retournent à la fabrique après usage, contre 94 % pour le verre et 91 % pour les canettes en aluminium, ce qui représente 700 millions de bouteilles récupérées par an.